# Abdul Ilah al-Bashir
El general de brigada Abdulilah al-Bashir (Árabe: عبد الإله البشير) es el actual comandante en jefe del Consejo Militar Supremo (CMS) del Ejército Libre de Siria, el mayor grupo opositor de la guerra civil siria. Tomó el cargo el 16 de febrero de 2014 en sustitución de Salim Idris.
Al-Bashir proviene de una tribu árabe llamada al-Noeim, que se extiende por todo Oriente Medio y especialmente en los pueblos de los Altos del Golán y Quneitra.

## Deserción  y lucha en la Guerra Civil
Tras el estallido de la guerra civil siria, Al-Bashir desertó el 13 de julio de 2012 junto con otros oficiales: Adnan al-Rafi, Saleh al-Hammada al-Noeimi y Saleh Bashir al-Noeimi. Fue nombrado jefe del opositor Ejército Libre de Siria en la gobernación de Quneitra, al sur del país. 
Además de la acción militar, mantuvo varias reuniones con la oposición iraní contraria al régimen del ayatolá Alí Jamenei y pidió ayuda militar a Estados Unidos y la Unión Europea.
Durante los combates que mantuvo con las fuerzas gubernamentales en Quneitra murió su hijo, Talam.

## Presidente del Consejo Militar Supremo

### Escenario
Antes de Bashir, el dirigente del Ejército Libre Sirio (ELS) era Salim Idris, quien centró la ofensiva rebelde en la zona norte del país (en torno a Alepo) usando la frontera con Turquía para la entrada de armas.
Sin embargo, el Ejército Libre fue perdiendo influencia en la zona conforme avanzaban los rebeldes de tendencia islamista: el Frente Islámico, el Frente al-Nusra y el Estado Islámico de Irak y el Levante, estos dos últimos ligados a Al Qaeda. 
Las relaciones entre estos grupos islámicos y el ELS fueron empeorando y finalmente en diciembre de 2013 estalló la lucha interna: varios rebeldes del Frente Islámico asaltaron los depósitos de armas del ELS y obligaron a Idris a huir del país. Por ello EE. UU. decidió dejar de dar armas al Ejército Libre, intentado evitar que también fueran arrebatadas por el Frente Islámico.
Ante esta situación, los rebeldes del ELS Jamal Maarouf y Haytham al-Afeisi crearon el Frente de los Revolucionarios de Siria, como un intento de reorganizar el grupo y combatir a los islamistas. Aunque finalmente se reconciliaron con el Frente Islámico, mantuvieron varios combates con el Estado Islámico de Irak y Siria.

### Ofensiva en el sur
Ante las dificultades en el norte, el ELS decidió reorganizarse en el sur, una zona con menor presencia islamista, y lanzar una nueva ofensiva contra las fuerzas gubernamentales en la zona comandada por Bashar al-Zouri.
La ofensiva fue presuntamente planeada y financiada por Arabia Saudita con el apoyo de  Estados Unidos y Jordania, después del fracaso de las negociaciones internacionales de paz en Ginebra.
Ante este nuevo escenario, el Consejo Militar Supremo buscó un comandante en jefe que le representara en el sur, y por ello eligió a Bashir. Además, eligieron como vicecomandante a Afeisi, incluyendo así además representación del Frente de los Revolucionarios.